# Gymnancyla
Gymnancyla é um gênero de mariposa pertencente à família Crambidae.